# Roma (Nova Iorque)
Roma é uma cidade localizada no Estado americano de Nova Iorque, no Condado de Oneida. A sua área é de 196 km², sua população é de 34 950 habitantes, e sua densidade populacional é de 180,1 hab/km² (segundo o censo americano de 2000). A cidade foi fundada em 1758.
Após a Revolução Americana, o assentamento começou a crescer com a construção do Canal de Roma em 1796, para conectar Wood Creek (saindo do Lago Ontário) e as cabeceiras do Rio Mohawk. No mesmo ano, o estado criou a cidade de Roma como uma seção do condado de Oneida. Por um tempo, a pequena comunidade próxima ao canal era informalmente conhecida como Lynchville, em homenagem ao dono original da propriedade.
A legislatura do estado de Nova York oficializou Roma como uma cidade em 23 de fevereiro de 1870. Os residentes chamaram Roma de Cidade da História Americana.